# Hammuda Pachá
Muhammad ibn Ali, conocido como Hammuda Pachá, (en árabe: أبو محمد حمودة باشا‎; Túnez, 9 de diciembre de 1759-Le Bardo, 15 de septiembre de 1814) fue bey de Túnez de la dinastía husainí de 1782 a 1814. Era hijo de Ali II ibn Husayn al que sucedió por delegación de su padre enfermo el 9 de febrero de 1777, si bien Ali conservó el título, residencia y algunas funciones ceremoniales hasta su muerte el 26 de mayo de 1782. 
Se enfrentó a la República de Venecia con la que estuvo en guerra de 1784 a 1792, los venecianos bombardearon Susa y La Goleta, luego entró en conflicto con Argelia que invadió el territorio tunecino en 1807 y otra vez en 1813.
En política interior se enfrentó a los jenízaros turcos que habían llegado a ser 9.000 hombres, y a los que intentó oponer una guardia de mamelucos esclavos de origen cristiano pero conversos, como que estos llegaban a las más altas funciones (antes reservadas sólo a los turcos ) los jenízaros se rebelaron. El 30 de agosto de 1811 se apoderaron de las kasbah e intentaron formar un nuevo gobierno pero la población no los apoyó; Hammuda, con el apoyo de Sidi Yusuf, guarda sellos (Sahib al-tabi) del bey, que hacía las funciones de primer ministro (1800 - 1815), envió a los mamelucos y los jenízaros fieles, que asediaron la kasbah, con el apoyo de la población a menudo maltratada por los jenízaros, un grupo de rebeldes huyó por la noche y se dispersó por el campo, un segundo grupo salió para esconderse en la Medina de Túnez, y un tercero se rindió . Los rebeldes capturados fueron ejecutados y el cuerpo de los jenízaros disuelto. 
Entre sus diversas construcciones cabe mencionar el palacio de la Gobernación de Manouba.
A su muerte repentina ocurrida el 15 de septiembre de 1814, después de tomar una taza de café y fumar una pipa (que se sospecha podía tener el tabaco mezclado con un tóxico, pero también pudo ser un ataque de apoplejía) le sucedió su hermano Uthman ibn Ali. La opinión pública atribuyó la muerte al envenenamiento de la pipa por parte del guarda-sellos Sidi Yusuf, pero este echó la culpa al esclavo napolitano Stinca con la ayuda del médico italiano musulmán Mendice (esclavo y médico fueron ejecutados por orden del nuevo bey). 
| Predecesor: Ali II ibn Husayn | Bey de Túnez 1782-1814 | Sucesor: Uthman ibn Ali |